# Tom und ich in Nachbars Garten

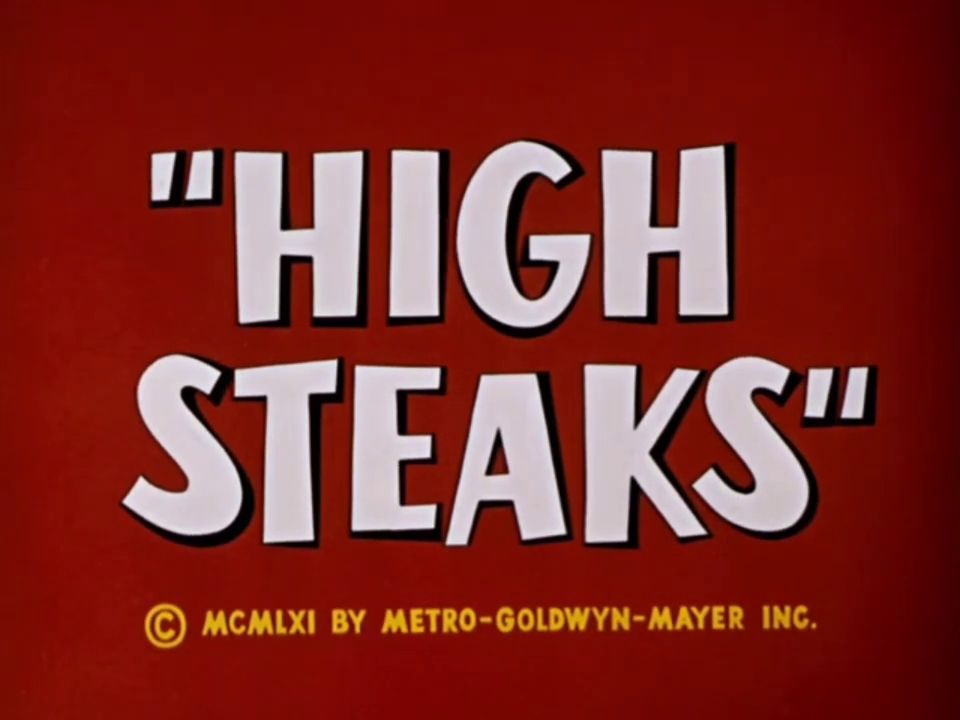
High Steaks (Tom und ich in Nachbars Garten), 1961

Tom und ich in Nachbars Garten ist ein US-amerikanisch-tschechoslowakischer Zeichentrick-Kurzfilm aus dem Tom und Jerry-Franchise von Gene Deitch aus dem Jahr 1962.

## Handlung
Toms schlecht gelaunter Besitzer grillt Steaks im Garten. Sowohl Tom und Jerry hoffen, dass dabei etwas für sie abfällt. Jerry schleicht sich an das Steak heran und wird von Tom mit einer Grillgabel gestoppt. Es beginnt eine typische Tom-und-Jerry-Verfolgungsjagd, bei dem sich die beiden mit Grillspießen duellieren und hintereinander her jagen. Dabei gelingt es Jerry immer wieder, Tom vor seinem Besitzer in eine Position zu bringen, von der dieser annehmen muss, das Tom der Täter ist. 
Als Tom nach einer kurzen Bewusstlosigkeit wieder zu Sinnen kommt, rast er hinter Jerry her, wird jedoch vom Steakgeruch gestört. In einem unbeobachteten Moment gelingt es Jerry den Schwanz von Tom im Grill einzuklemmen. Tom springt in Panik in den Swimming Pool und wird von dem Grill nach unten gezogen. Sein Halter rettet ihn, nur um ihn anschließend zu verprügeln. Am Ende wird Tom an einen Picknickstuhl gefesselt. Jerry bindet den Stuhl an ein Auto, das an einer Ampel wartet und Tom wird hinter dem Auto hergezogen.
Der Besitzer von Tom genießt nun seine Steaks und Jerry schnappt sich ebenfalls eines.

## Hintergrund
Tom und ich in Nachbars Garten ist der vierte von dreizehn Tom-und-Jerry-Filmen, die von Gene Deitch realisiert und von William L. Snyder produziert wurden. Diese wurden kostengünstig in Prag, Tschechoslowakei, gedreht. Er wurde stark kritisiert wegen der selbst für Tom-und-Jerry-Verhältnisse übertriebenen Gewalt, die an Tom vom Besitzer verübt wird.
In Deutschland erschien der Cartoon auf den DVDs Tom und Jerry – The Classic Collection 10 (2004) und Tom und Jerry – Streit ums Essen (2010).